# Mangusta
Mangusta (Herpestes) – rodzaj drapieżnych ssaków z podrodziny Herpestinae w obrębie rodziny mangustowatych (Herpestidae).

## Rozmieszczenie geograficzne
Rodzaj obejmuje gatunki występujące w południowo-zachodniej Europie, zachodniej Azji i Afryce.

## Morfologia
Długość ciała (bez ogona) samic 22–58 cm, samców 25,4–61 cm, długość ogona samic 20,5–56,3 cm, samców 19,4–61 cm, długość tylnej stopy samic 4,4–11,4 cm, samców 4,5–11,5 cm, długość ucha samic 1,5–4,2 cm, samców 1,4–3,8 cm; masa ciała samic 277–4100 g, samców 363–4100 g.

## Systematyka
Rodzaj zdefiniował w 1811 roku niemiecki zoolog Johann Karl Wilhelm Illiger w publikacji swojego autorstwa zatytułowanej Wstępna systematyka ssaków i ptaków: z dodaniem terminów zoologicznych dla obu klas i ich niemieckiego tłumaczenia. Illiger wymienił trzy gatunki – Viverra ichneumon Linnaeus, 1758, Viverra cafra J.F. Gmelin, 1788 i Viverra mungo J.F. Gmelin, 1788 – z których gatunkiem typowym jest (późniejsze oznaczenie) Viverra ichneumon Linnaeus, 1758.

### Etymologia
- Ichneumon: gr.  ιχνευμων ikhneumōn ‘tropiciel’, od ιχνευω ikhneuō ‘tropić, sledzić’[13]. Gatunek typowy (oznaczenie monotypowe): Vivera ichneumon Linnaeus, 1758.
- Herpestes (Herpertes): gr. ἑρπηστης herpēstēs ‘pełzacz’, od ἑρπω herpō ‘pełzać’; prawdopodobnie w aluzji do zwyczajów mangusty, szczególnie jej pogoni za swoją ofiarą. Sugerowano również połączenie greckich słów: ερπ erp ‘gad, wąż’; εδεστης edestēs ‘zjadacz’, od εδω edō ‘jeść’[14].
- Galerella: gr. γαλεή galeē lub γαλή galē ‘łasica’ albo rodzaj Galera J.E. Gray, 1843; łac. przyrostek zdrabniający -ella[15]. Gatunek typowy (oznaczenie monotypowe): Herpestes ochraceus J.E. Gray, 1849.
- Myonax: gr. μυς mus, μυος muos ‘mysz’[16]; αναξ anax, ανακτος anaktos ‘władca’[17]. Gatunek typowy (oryginalne oznaczenie): Herpestes gracilis Rüppell, 1836 (= Herpestes sanguineus Rüppell, 1835).

### Podział systematyczny
Taksonomia Herpestes ulegała znacznym wahaniom w ostatnich latach. Do Herpestes w tradycyjnym ujęciu należały wszystkie gatunki, które były zawarte w Herpestes, Urva, Galerella i Xenogale, ale dane molekularne wskazują, że w tradycyjnym ujęciu Herpestes jest taksonem parafiletycznym. Aby wykluczyć parafiletyzm Herpestes, takson naso jest umieszczany w Xenogale, wszystkie azjatyckie gatunki są zaliczane do Urva a afrykański ichneumon (gatunek typowy dla rodzaju Herpestes) jest zachowany w Herpestes wraz z gatunkami afrykańskimi tradycyjnie zaliczanymi do Galerella, chociaż ostatecznie może stanowić odrębny rodzaj. Potrzebne są dalsze badania, aby lepiej wyjaśnić relacje między Herpestes i Urva. W takim ujęciu do rodzaju należą następujące występujące współcześnie gatunki:
| Grafika | Gatunek                 | Autor i rok opisu | Nazwa zwyczajowa     | Podgatunki         | Rozmieszczenie geograficzne | Podstawowe wymiary                        | Status IUCN |
| ------- | ----------------------- | ----------------- | -------------------- | ------------------ | --- | ----------------------------------------- | ----------- |
|         | Herpestes ichneumon     | (Linnaeus, 1758)  | mangusta egipska     | gatunek monotypowy | południowy Półwysep Iberyjski, północna Afryka, południowa Turcja, Lewant, Czarna Afryka od Senegalu na wschód do Morza Czerwonego, na południe do północnej Namibii i północnej Botswany, wzdłuż wybrzeża do południowej Południowej Afryki; zakres wysokości: 0–3000 m n.p.m. | DC: 50–61 cm DO: 43–61 cm MC: 2,2–4,1 kg  | LC          |
|         | Herpestes sanguineus    | Rüppell, 1835     | galerelka smukła     | gatunek monotypowy | szeroko w pasie subsaharyjskim od Senegalu na wschód do Morza Czerwonego (Sudan), na południe do Południowej Afryki, także na wyspie Zanzibar (archipelag Zanzibar; zakres wysokości: 0–2700 m n.p.m.                                                                           | DC: 27–34 cm DO: 19–31 cm MC: 277–789 g   | LC          |
|         | Herpestes ochraceus     | J.E. Gray, 1848   | galerelka somalijska | gatunek monotypowy | Półwysep Somalijski w Etiopii, Somalii i marginalnie w północno-wschodniej Kenii; zakres wysokości: do 600 m n.p.m. | DC: 28–29 cm DO: 22–27 cm MC: brak danych | LC          |
|         | Herpestes flavescens    | du Bocage, 1889   | galerelka czarna     | gatunek monotypowy | ograniczony do południowo-zachodniej Angoli i północno-zachodniej Namibii | DC: 31–35 cm DO: 32–36 cm MC: brak danych | LC          |
|         | Herpestes pulverulentus | J.A. Wagner, 1839 | galerelka szara      | 3 podgatunki       | południowa Afryka w południowej Namibii, Południowej Afryce i Lesotho; zakres wysokości: 0–1900 m n.p.m. | DC: 33–42 cm DO: 20–34 cm MC: 0,5–1,2 kg  | LC          |

Kategorie IUCN:  LC  – gatunek najmniejszej troski.
Opisano również gatunki wymarłe:
- Herpestes abdelalii Geraads, 1997[22] (Afryka; pliocen)
- Herpestes alaylaii Haile-Selassie & Howell, 2009[23] (Afryka; miocen)
- Herpestes dissimilis (Lucien Mayet, 1908)[24] (Europa; miocen)
- Herpestes palaeoserengetensis (Dietrich, 1942)[25] (Afryka; plejstocen)